# Mateja Kunović
Mateja Kunović (20 aprile 1996) è una taekwondoka croata.

## Palmarès
- Europei

Montreux 2016: bronzo nei 46 kg.